# 寺島敏三
寺島 敏三（てらしま / てらじま としぞう、1879年（明治12年）12月10日 - 1942年（昭和17年）10月9日）は、日本の陸軍軍人、政治家、華族。最終階級は陸軍騎兵大尉。貴族院男爵議員。旧姓・有地。

## 経歴
海軍士官・有地品之允の四男として生まれ、男爵・寺島秋介の養子となる。養父の死去に伴い1911年（明治44年）2月8日、男爵を襲爵した。 
陸軍士官学校（14期）に入り、1902年（明治35年）11月22日に卒業し、1903年（明治36年）6月26日、騎兵少尉に任官。以後、近衛騎兵連隊付、野戦近衛師団管理部付、近衛騎兵連隊中隊長などを歴任し、日露戦争に出征した。1912年、騎兵大尉に昇進し、1914年（大正3年）予備役に編入された。
1918年（大正7年）7月10日、貴族院男爵議員に選出され、公正会に所属して活動し1932年（昭和7年）7月9日まで2期在任した。

## 栄典
- 1941年（昭和16年）4月1日 - 従三位[10]

## 親族
- 妻 寺島トシ（益田精祥娘）[1]
- 長男 寺島直太郎（男爵）[1]
- 姉 小藤梅子（小藤文次郎夫人）[11]
- 兄 有地藤三郎（海軍造兵大佐・貴族院議員）[11]
- 弟 有地十五郎（海軍中将）[11]
- 叔父 梨羽時起（海軍中将）[11]